# Trillium camschatcense
Espèce
Classification APG II (2003)
Trillium camschatcense (trille du Kamtchatka) est une plante herbacée, vivace et rhizomateuse de la famille des liliacées (classification classique) ou des mélanthiacées (classification APG II, 2003).

## Description
Cette plante, très semblable à l’espèce américaine Trillium flexipes, fleurit au printemps dans les forêts du nord-est de l’Asie. Les pétales de 2 à 4,5 cm sont blancs à blanc crème. Les feuilles sessiles ovales sont vert foncé sans marbrure. Le fruit est une baie ovoïde, de couleur verte souvent tachetée de pourpre.

## Aire de répartition
Mandchourie, Corée, Nord du Japon, Île Sakhaline, Kouriles et Kamtchatka.

## Divers
En japonais son nom est Obano enrei-so
Trillium hagae est un hybride triploïde (stérile) ou hexaploïde (fertile) entre cette espèce et Trillium tschonoskii.